# حنبعل للإيجار المالي
حنبعل للإيجار المالي (بالإنجليزية: Hannibal Lease)‏ هي شركة إيجار مالي تونسية خاصة.